# Matthew Timmons
Pour les articles homonymes, voir Timmons.
Matthew Timmons, né le 14 janvier 1993 à Burbank en Californie, est un acteur américain.

## Biographie
Il incarne le rôle de Woody dans la série La Vie de croisière de Zack et Cody dont il est l'un des personnages principaux. Il reprendra aussi le rôle de Woody dans le téléfilm : Zack et Cody : Le film.

## Filmographie

### Cinéma
- 2007 : Trade : Le garde poste d'El Paso
- 2013 : Youngsville : Matthew

### Télévision
- 2008 - 2011 : La Vie de croisière de Zack et Cody (The Suit Life on Deck) (série télévisée) : Woody Fink
- 2009 : US Marshals : Protection de témoins (In Plain Sight) (série télévisée) : Marshal Lipinski
- 2011 : Zack et Cody, le film (The Suit Life Movie) (téléfilm) : Woody Fink
- 2013 : Jessie (série télévisée) : Max  (épisode 2 saison 3)
- 2014 : Hawaii 5-0 (série télévisée)